# My Way (Frank Sinatra-dal)
A My Way egy Frank Sinatra előadásában ismertté vált dal. A dalszöveget Paul Anka írta a francia Comme d'habitude dal dallamára. Az eredeti dalt Claude François és Jacques Revaux szerezte, a szöveget Claude François és Gilles Thibault írta 1967-ben. A Comme d'habitude szövege eredetileg angol nyelven íródott For Me címmel. Anka szövege nem kötődik az eredeti francia vagy angol dalszöveghez. A My Way az egyik legtöbbet feldolgozott dal a könnyűzene történelmében.

## Téma
A My Way egy idős ember történetét mondja el, aki visszatekint az életére, ahogy érzi a halála közelségét. Megbékélt a halandóságával és teljes felelősséget vállal minden tettéért.

## Története
Paul Anka egy franciaországi nyaralás alkalmával hallotta az eredeti Comme d'habitude dalt Claude François előadásában. Párizsba utazott, hogy tárgyaljon a dal jogairól. A megjelentetés jogait ingyen megkapta, a dallam jogai a szerzőknél maradtak. Két évvel később egy floridai vacsora alatt Sinatra bejelentette, hogy befejezi pályafutását.
Anka visszatért New Yorkba, és átírta a francia dalt Sinatra számára – a szövegen és a dallamon is változtatott. Hajnalra fejezte be a dalt, ekkor felhívta Sinatrát. Anka kiadója felháborodott, amiért Anka kiadta a kezei közül a dalt, ennek ellenére az énekes később többször felvette a dalt.
Sinatra 1968. december 30-án vette fel a dalt, amely az azonos című albumon és kislemezen is megjelent. A Billboard Hot 100 listán a 27. helyig jutott, az Easy Listening listán pedig a 2. helyet is elérte Amerikában. Az Egyesült Királyságban máig meg nem ismételt rekordot ért el, 75 hetet töltött a Top 40-es listán, 1969 áprilisától 1971 szeptemberéig. 49 további hetet töltött a Top 75-ös listán, de nem sikerült az ötödik helynél előrébb jutnia.

## Feldolgozások

### Sid Vicious feldolgozása
A Sex Pistols basszusgitárosa, Sid Vicious elkészítette a dal punk-feldolgozását. A szöveg nagy részét megváltoztatták, és a hangszerelést is lecserélték. A kislemez 1978-ban a 7. helyig jutott a brit kislemezlistákon. A hangszerelés Simon Jeffes munkája.
Egy 2007-es interjúban Paul Anka így nyilatkozott a feldolgozásról: "A Sex Pistols változata eléggé felkavart. Valamilyen szinten érdekes volt, de úgy éreztem, (Sid Vicious) komolyan gondolta.”
Vicious a felvétel idején nem tudta a szöveget, így bizonyos sorokat csak improvizált. Vicious „prat who wears hats” (egy seggfej, aki kalapban jár) utalása egy vicc volt Vicious barátja, Johnny Rotten felé, aki nagyon szeretett különböző kalapokban járni, amiket turkálókban szerzett.
A feldolgozás egy szerkesztett változata hallható a Nagymenők című film stáblistája alatt.
A The Great Rock ’n’ Roll Swindle filmben Sid Vicious a dal végén előránt egy fegyvert és elkezd lőni a közönségre, eltalálva két nézőt. Sid ekkor vigyorogni kezd, eldobja a fegyvert, V-t mutat a közönségnek, majd felmegy a színpad végén található lépcsőn. A dal videóklipjében Julien Temple rendező kivágta a közönségről készült felvételeket és a végső jelenetet, helyette egy 1950-es felvétel közönségét vágta be. Habár a szerkesztett változat is rendkívül vitatott volt, a végén csak az látható, amint Sid a tömeg felé lő. A megsebesített nézők képét kivágták.
Alex Cox filmjében, a Sid and Nancy-ben a főszereplőkkel újra felvették a dalt az eredeti felvétel alapján. Ebben a változatban Sid lelövi a barátnőjét, Nancy Spungen-t (utalás Nancy halálára, amivel Sidet vádolták). A filmben Nancy feláll, és Siddel együtt hagyja el a színpadot.

#### Továbbiak
- Dorothy Squires
- Elvis Presley
- Chris Mann
- Nina Simone
- Tom Jones
- Andy Williams
- Gipsy Kings
- U2
- Bobby Solo
- Robbie Williams
- Belles, belles, belles (francia)
- Yuzo Kayama
- ...és sokan mások

## Magyar verziók
Magyarországon a My Way dal több változata is közismert: 
- Bradányi Iván: A magam módján (Vámosi János előadásában)[5]
- Komár László: Várj még (Komár László előadásában)[6]
- Ruszanov András: Az én utam (Gregor József előadásában)[7]